# Werner Trzmiel
Werner Trzmiel (ur. 16 marca 1942 w Castrop-Rauxel) – niemiecki lekkoatleta, płotkarz.

## Edukacja
Po zdaniu matury w 1964 wyjechał do Darmstadt na studia. Jest emerytowanym nauczycielem.

## Kariera
Dwukrotnie występował na igrzyskach olimpijskich: w 1964 i 1968. Na obu zawodach wystartował na 110 m ppł. W 1964 odpadł w eliminacjach, zajmując 5. miejsce w swoim biegu eliminacyjnym z czasem 14,3 s. W Meksyku w swoim biegu eliminacyjnym był 2. z czasem 13,8 s, który dał mu awans do półfinału. Tam Trzmiel uplasował się na 3. pozycji w swoim biegu z czasem 13,5 s i awansował do finału. W finałowym biegu Niemiec zajął 5. miejsce z czasem 13,6 s. Wynik olimpijski przez 14 lat był rekordem kraju.
W latach 1964–1970 zostawał wicemistrzem Niemiec na 110 m ppł, a w 1971 w tej samej konkurencji był 3.
W 1965 Trzmiel został halowym mistrzem Niemiec na 60 m ppł, a w 1969 i 1970 na tym samym dystansie został wicemistrzem kraju.
W 1969 zajął 2. miejsce na 50 m ppł na Europejskich Igrzyskach Halowych 1969 z czasem 6,6 s. W tym samym roku w Wiedniu uzyskał czas 7,7 s na 60 m ppł, który był halowym rekordem Europy.
Reprezentował kluby Turnerbund Rauxel, VfL Bochum i ASC Darmstadt. 
Mieszka w Dieburgu.